# Juan III de Albret
Juan III de Albret (Ségur-le-Château, 1469- Monein, 17 de junio de 1516) fue el último rey iure uxoris de Navarra. Hijo de Alano de Albret, heredó de su padre los títulos de señor de Albret, conde de Périgord, vizconde de Limoges y de Tartas. Su madre fue Françoise de Châtillon.

## Biografía
Juan de Albret fue rey de Navarra jure uxoris en virtud de su unión matrimonial con Catalina de Foix el 14 de junio de 1484, en Orthez, quien ya era reina desde el año anterior por la muerte de su hermano, Francisco Febo. Recibió el nombre de Juan III de Navarra.
En 1494 tuvo lugar su coronación en Pamplona, junto Catalina I, reina titular del reino de Navarra. En el ámbito de la política formaron un tandém que se compenetró en todo momento, caracterizándose por un gobierno compartido y de cooperación mutua.En 1500 tuvo un gesto político sobresaliente con Fernando e Isabel, Reyes Católicos, al acudir personalmente a renovar tratados políticos, garantizándoles el apoyo de la Casa real de Navarra. Este apoyo, que se mantuvo con firmeza hasta el fallecimiento de Isabel la Católica, fue una de las principales causas que generó una situación de confrontación política entre los reyes de Navarra y Luis XII, rey de Francia.
Es importante destacar que desde 1494 hasta 1512 este rey y su mujer residieron la mayor parte del tiempo en Navarra, que se constituyó en el centro neurálgico desde el que se dirigió el conjunto de la política de todos sus territorios. Incluso nacieron y fueron educados en Navarra la mayor parte de  sus hijos.
Sin saber bien las causas, Juan III y su mujer, Catalina I, en 1498, ordenaron la expulsión de los judíos de su reino. No se conoce ningún decreto de expulsión y las causas que la motivaron quedan sin estar claras, porque en 1494 aquellos reyes acogieron en Navarra a judíos procedentes de Castilla y de Aragón.
En 1512, Juan de Albret fue derrotado por Fadrique Álvarez de Toledo y Enríquez (duque de Alba), que conquistó Navarra por orden de su primo carnal Fernando II de Aragón. Su segunda esposa Germana de Foix era prima de la reina Catalina y Fadrique era primo carnal de Fernando II. En 1513 las Cortes de Navarra, con la única presencia beaumontesa, proclamaron rey a Fernando el Católico.
El 11 de junio de 1515 las Cortes de Burgos, aprobaron que a la muerte del rey Fernando de Aragón (que era Regente de Castilla) el Reino de Navarra quedaría incluido en la Corona de Castilla aunque no en el Reino de Castilla.
Los reyes Juan y Catalina residían en sus posesiones patrimoniales del Bearne, y desde sus territorios intentaron reconquistar varias veces el Reino de Navarra (1512,1516) pero no fue posible.
Su hijo lograría recuperar la Baja Navarra en 1530 ante la retirada de Carlos I de España, ya que se considerada de muy difícil defensa.

## Familia

### Matrimonio y descendencia
De su matrimonio con Catalina nacieron los siguientes hijos:
- Ana (14 de mayo de 1492-5 de agosto de 1532), infanta de Navarra.[4]
- Magdalena (29 de marzo de 1494-mayo de 1504), muerta en Medina del Campo mientras era rehén de Fernando el Católico en 1504.
- Catalina (1495-noviembre de 1532), fue abadesa de Caen.
- Juan (15 de junio de 1496-1496), príncipe de Viana, murió durante su infancia.
- Un niño nacido muerto (1498).
- Quiteria (1499-¿?), abadesa de Montivilliers.
- Andrés Febo (14 de octubre de 1501-17 de abril de 1503), príncipe de Viana, murió durante su infancia.
- Enrique (25 de abril de 1503-25 de mayo de 1555),[5]  lo sucedió en el trono de Navarra como Enrique II. Casado con Margarita de Angulema.
- Bienaventurada (14 de julio de 1504-1512), infanta de Navarra.
- Martín Febo (¿?-1507), infante de Navarra.
- Francisco (1508-28 de septiembre de 1512), infante de Navarra.
- Carlos (12 de diciembre de 1510- 19 de septiembre de 1528), príncipe heredero de Navarra desde la muerte de su padre y coronación de su hermano Enrique hasta su propia muerte, días después de ser tomado prisionero por los españoles el 28 de agosto durante la batalla de Aversa.
- Isabel (1513-1560), casada con Renato I, vizconde Rohan.[6]

Tuvo un hijo ilegítimo con María de Ganuza:
- Pedro de Albret[7]